# ヨセミテ・サム
ヨセミテ・サム (Yosemite Sam)は、ルーニー・テューンズのキャラクター、本名はサミュエル・ローゼンバウム(Samuel Rosenbaum)。

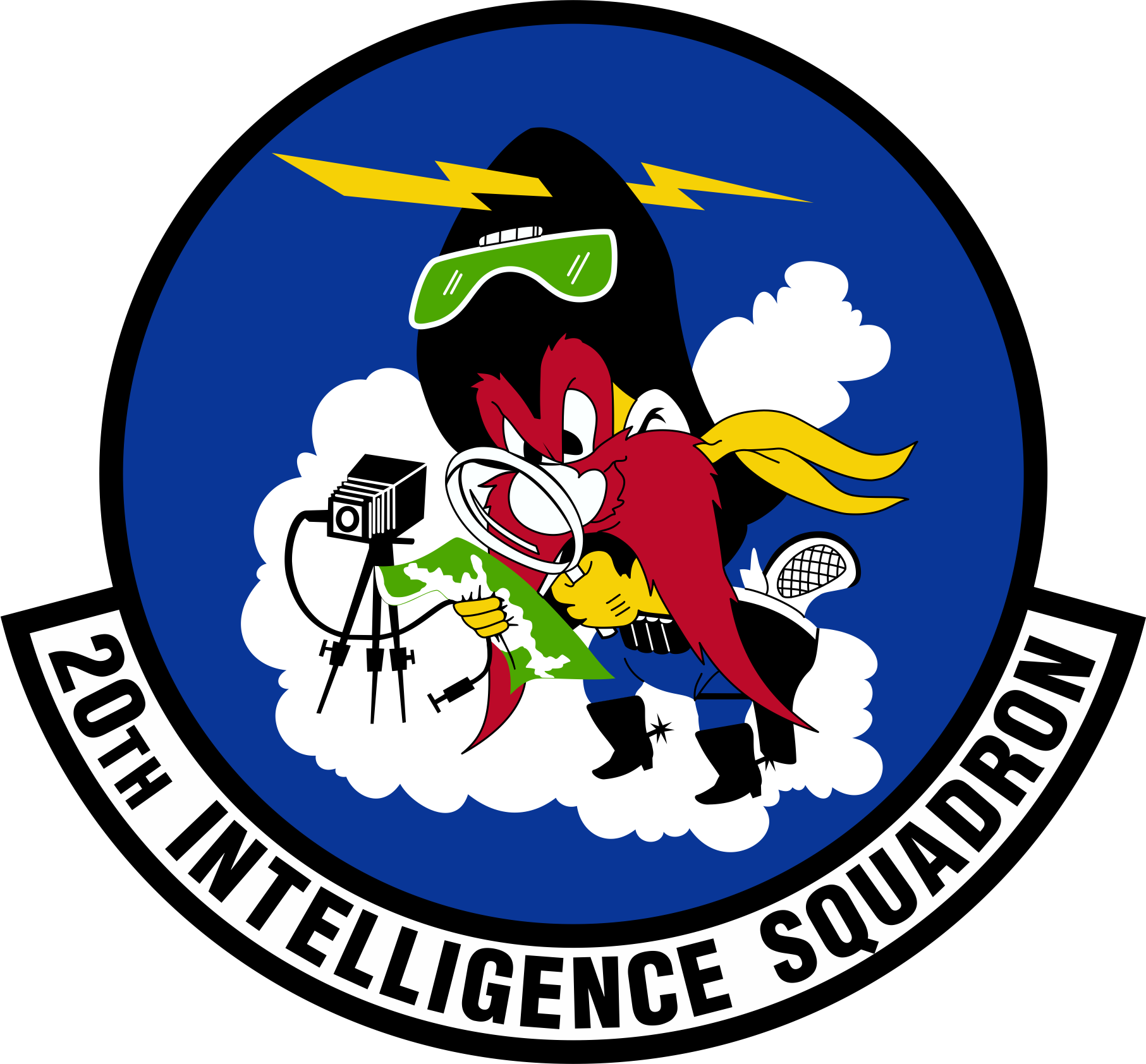
第20諜報部隊のエンブレム

## 概要
1945年公開の『Hare Trigger』で初登場。
背が非常に低く、とても乱暴なガンマンで、赤ヒゲが特徴的。喋るときは、語頭を伸ばして喋る。バッグスのことは「ウサギ」もしくは「ウサ公」と名前で呼ぶことはほとんどない。
エルマーと同じく、バッグスを追いかけるも大失敗を繰り返す。「サソリも真っ青！(Great horny toads!)」がサムの口癖である。
その後は、テレビスペシャル等に登場し、その後『ロジャー・ラビット』にカメオ出演した。
『タイニー・トゥーンズ』ではアクメ学園の教頭を担当。
映画の『スペース・ジャム』ではチーム『Tune Squad』のプレイヤーとして登場し、宿敵のバッグスが消滅しかけた際、心配しそうに見たり、『
ルーニー・テューンズ・カートゥーンズ』ではバッグスの誕生日を祝ってあげる（エルマーは仕返しをしようと企んでいた）などの一面を見せている。
そして『シルベスター&トゥイーティー ミステリー』にも登場し、『ダック・ドジャース』では、クッチャカ・サムとして登場。

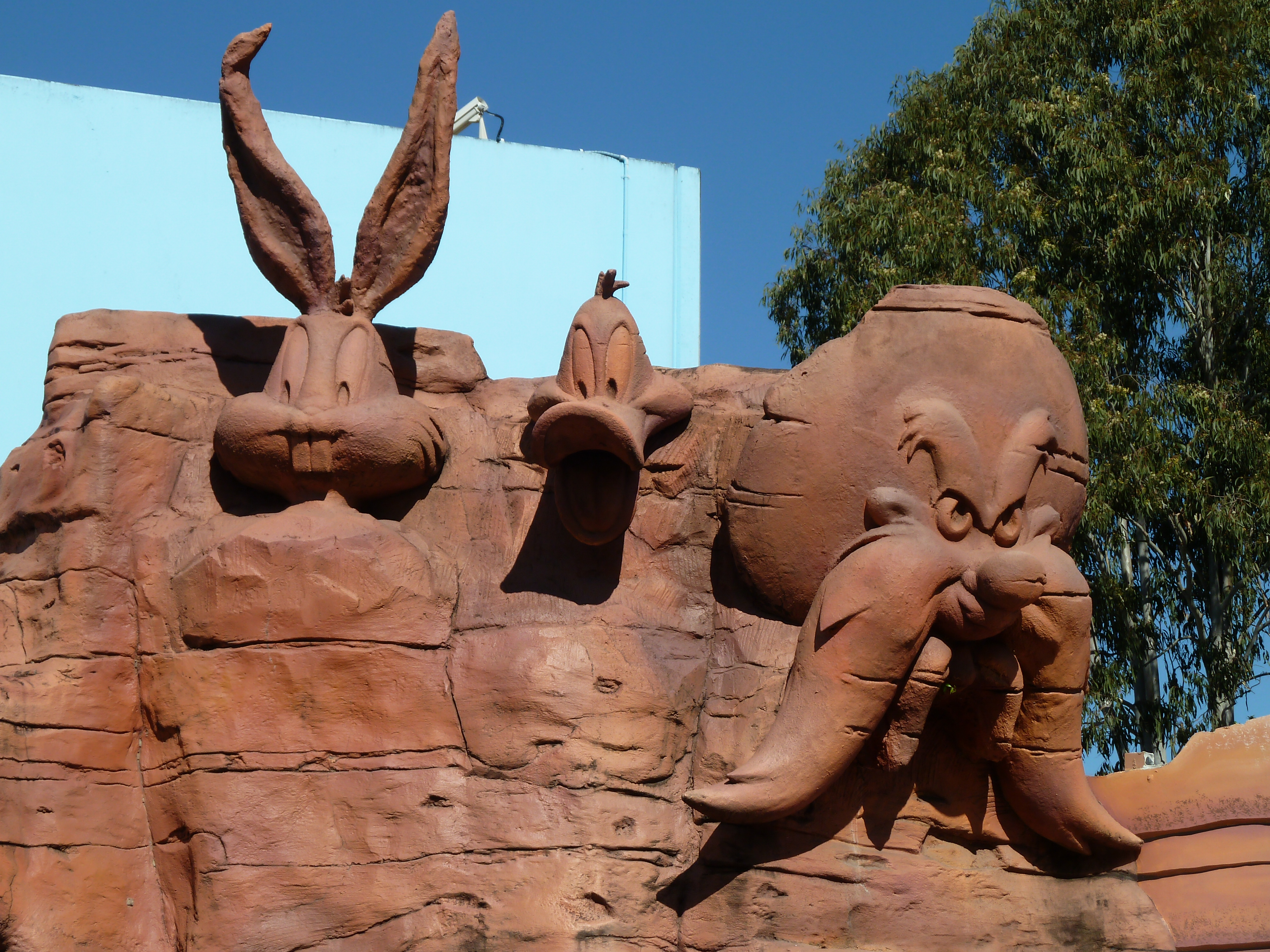
ワーナーブラザーズ・ムービーワールドのバッグスバニーとダフィー・ダック、ヨセミテ・サム像

## 声優
- メル・ブランク
- ジョー・アラスカイ - ロジャー・ラビット、タイニー・トゥーンズなど
- ジェフ・バーグマン - タイニートゥーンズなど
- モーリス・ラマーシュ - タイニートゥーンズ、Taz-Mania（英語版）、キャロットブランカ、ダック・ドジャース、ルーニー・テューンズ・ショー、新 ルーニー・テューンズなど
- グレッグ・バーソン（英語版） - アニマニアックスなど
- ジム・カミングス - シルベスター&トゥイーティー ミステリー、アニマニアックス、トゥイティーのフライングアドベンチャー～80日間世界一周大冒険～など)
- ビル・ファーマ― (スペース・ジャム)
- フランク・ゴーシン (宝の箱でお払い箱)
- ジェフ・ベネット (ルーニー・テューンズ:バック・イン・アクションなど)
- フレッド・タタショア (新 ルーニー・テューンズ)

## 吹替声優
- 熊倉一雄（バッグス・バニー劇場）
- 緒方賢一（ぶっちぎりステージ初代）
- 永井一郎（ぶっちぎりステージ2代目）
- 郷里大輔（現行吹き替え版初代、1996年頃から担当）
- 石井康嗣（現行吹き替え版2代目）
- 槐柳二（ロジャー・ラビット）